# منتصر (اسم)
منتصر هو اسم علم مذكر من أصل عربي، ومعناه هو الفائز المنصور الرابح.

## الأصل اللغوي
جاء اسم منتصرعلى صيغة اسم الفاعل وهي الصيغة التي تدل على من قام بالفعل، وجاء وزنه الصرفي على (مفتعل) مثل منتقم ومنتقد ومنتحر لأن أصله هو الفعل انتصر.

ويأتي اسم منتصر مقرونا بلفظ الجلالة (المنتصر بالله) فيصير كنية، وبها اكتنى محمد بن جعفر الخليفةُ الحادي عَشَر من خُلفاء بَني العبَّاس. 

## شخصيات تحمل الاسم
- منتصر الزيات (محامي مصري، 1956 – )
- منتصر خمير
- منتصر مرعي

## وصلات خارجية
- موسوعة السلطان قابوس لأسماء العرب